# La Chapelle-Orthemale
La Chapelle-Orthemale település Franciaországban, Indre megyében. Lakosainak száma 100 fő (2022. január 1.). La Chapelle-Orthemale Buzançais, Neuillay-les-Bois, Vendœuvres és Villedieu-sur-Indre községekkel határos.

## Népesség
A település népességének változása:
| Lakosok száma | 154  | 115  | 109  | 115  | 123  | 117  | 111  | 102  | 98   | 100  |
|               | 1968 | 1982 | 1990 | 2006 | 2013 | 2015 | 2017 | 2019 | 2020 | 2022 |